# Amaurobius transversus
Amaurobius transversus är en spindelart som beskrevs av Robin Ernest Leech 1972. Amaurobius transversus ingår i släktet Amaurobius och familjen mörkerspindlar. Inga underarter finns listade i Catalogue of Life.